# Új retorika
Az új retorika a modern retorikaelmélet egyik legjelentősebb szemléleti irányvonala. Az elméletet Chaim Perelman és Lucie Olbrechts-Tyteca dolgozták ki, az először francia nyelven megjelenő, 1958-as Traité de l'argumentation - la nouvelle rhétorique (Az új retorika és az érveléselmélet) című műben. Az új retorika a klasszikus arisztotelészi felfogás bizonyos részeinek modern, a retorika szociológiai, kommunikatív funkcióit hangsúlyozó újraértelmezése.

## Áttekintés
Az új retorika abból az észrevételből indul ki, hogy a XX. századra a retorikai vizsgálódások egyre inkább a stílus területére korlátozódtak a racionalitás helyett. Ennek okát a szerzők elsősorban a klasszikus arisztotelészi retorika beszédfajai (törvényszéki, tanácskozó, epideiktikus) közül a harmadik, tehát az epideiktikus vagy bemutató beszédfaj félresiklott értelmezésében látják. Szépirodalmi, stiláris kötődései miatt a bemutató genust egyre kevésbé tekintették tartalmilag vizsgálható argumentációs eszköznek. Perelman és Olbrechts-Tyteca ezzel a fölfogással szállt vitába az Új retorika megalkotásakor. Szerintük az epideiktikus genus azért alkalmas érvelési célokra, mert a szónok a beszéd során értékeket állít a középpontba, melyek kapcsán konszenzust alakít ki a hallgatósággal. A retorikai értékközösítést tehát mint argumentatív eszközt értelmezték.

## Kiinduló tétel
Perelman és Olbrechts-Tyteca szerint a retorika nem azonosítható a formális logikával és a logikai igazolással, mivel egy természeténél fogva többértelmű nyelvi jelrendszerre épül. Jellegéből fakadóan nem alkalmas tehát arra, hogy következtethessünk általa az abszolút igazságra. A retorika a logika észszerűségével (rational) szemben inkább az elfogadhatóra (reasonable) támaszkodik, épp ezért következtetése sem lehet abszolút, csak valószínű.

## A hallgatóság szerepe
Perelman szerint a retorikai mű azért születik, hogy meghallgassák, ezért a hallgatóssággal való viszonyt elsődleges fontosságúnak tartja. A közönségnek két típusát különböztette meg; a partikuláris és az univerzális hallgatósságot. 
Partikuláris vagy egyedi típusú közönséget emberek bármilyen összetételű csoportja alkothat, függetlenül attól, hogy kompetensek-e az adott témában. Ez a beszéd elhangzásakor jelenlévő, „szituációs” közönség.
Az univerzális hallgatósság az előzővel ellentétben nem egy fizikai valóságban létező csoport. A fogalom alatt sokkal inkább a szónok mentális képét értjük, egy elképzelt közönséget, mely a téma szempontjából kompetens, racionális hallgatókból áll. Az univerzális hallgatósság mentális jellege miatt egyénileg és kulturálisan is eltérő lehet. Szerepe, hogy egyfajta belső normaként segítse a jó és a rossz érvek szétválasztását.

## Az érvelés kiindulópontjai
Az érvelés struktúrája, a retorikai mű építménye a hallgatósság típusától függően változik. Az argumentáció kiindulópontját egyrészt az univerzális közönség valósággal kapcsolatos meggyőződései, másrészt a partikuláris csoportok által elfogadott, előnyben részesített jelenségek adják. Az első esetben tények, és előfeltételezések, míg a második esetben értékek, hierarchiák és közhelyek alkotják a kiindulópontokat.
Az új retorika fontos fogalma a „jelenlét”, ami nem más, mint figyelembevétel által jelenlevővé tenni valamit. Az érvekre irányított figyelemmel jelenlevővé, és ez által jelentőségteljessé tehetünk valamit, ami nincs konkrétan jelen a szituációban. 
A szónok érdeke, hogy a kifejezés, a stiláris formák és a választás segítségével jelenlétté tegye kiindulópontját. Ennek egyik eszköze a „közösítés”, melynek során a rétor közösséget vállal a hallgatóival, úgy állítja be, mint ha egy lenne közülük. Ha a közösítés sikeres, a hallgatósság jelenlévőnek érzékeli a szónok által bemutatott érveket, és sokkal könnyebben meggyőzhetővé válik.

## Kvázi logikai érvek
A beszéd bizonyos részei logikai szillogizmusra hasonlítanak, tehát azok az állítások, melyek valójában nem következnek egymásból, a beszéd szerkezete miatt logikailag összefüggőnek látszanak.
Egy másik esetben nem az a kérdés, hogy az állítás logikailag érvényes-e, hanem, hogy az adott szituációban mennyire tűnik logikusnak. Ilyenek az összeegyeztethetetlenségből fakadó érvek, például: „Hogy lehetsz egyszerre a halálbüntetés mellett, és az abortusz ellen?”

## A valóság szerkezetén alapuló érvek
Kapcsolatot teremt az alátámasztandó álláspont és a közönség világról alkotott nézetei között. A technika az által erősíti az érvelést, hogy a premisszákat beépíti a közönség által eleve elfogadott vélekedések közé. A valóság szerkezetén alapuló érvek a szekvencia (okság) és a koegzisztencia viszonyrendszereit alkalmazzák.

## A valóság szerkezetét alakító érvek
Úgy győzi meg a hallgatósságot, hogy egyben egy képet is elfogadtat a valóságról. Az új rendbe már eleve bele van rejtve az álláspont igaza melletti döntés. Például: „Olyan az érveléselmélet, mint a kirakós játék. Sokáig csak a kereteket látod, és nem tudod összerakni a részleteket, de ha kitartóan foglalkozol vele, egyre gyorsabban összeáll a kép.” 
A valóság szerkezetét alakító érvek példákra, illusztrációkra, modellekre, analógiákra és metaforákra építenek.

## A disszociációs érvek
A nyelv, vagy valamilyen hagyomány által összekapcsolt fogalmak szétválasztására épül. Például: Szókratész védőbeszédében a szónok disszociációs meghatározását találjuk: 

## Fordítás
Ez a szócikk részben vagy egészben  a   New rhetorics című angol Wikipédia-szócikk ezen változatának fordításán alapul.  Az eredeti cikk szerkesztőit annak laptörténete sorolja fel. Ez a jelzés csupán a megfogalmazás eredetét és a szerzői jogokat jelzi, nem szolgál a cikkben szereplő információk forrásmegjelöléseként.